# MOBB
MOBB (es sinónimo de Mino y Bobby) fue una subunidad surcoreana de hip hop de YG Entertainment en 2016. El acto consiste en Mino (también en el grupo Winner) y Bobby (también en el grupo iKON).

## Historia
MOBB hizo su debut con el lanzamiento del EP de cuatro pistas The MOBB. El videoclip de la pista en solitario de Bobby "꽐라 (HOLUP!)" fue lanzado el 7 de septiembre de 2016, y el video musical de la pista en solitario de Mino "몸 (BODY)" fue lanzado el 8 de septiembre. El 9 de septiembre, los videos musicales para los sencillos de colaboración "붐벼 (FULL HOUSE)" y "빨리 전화 해 (HIT ME)" fueron puestos en libertad.

## Discografía

### EP
| Título   | Detalles del álbum | Posiciones en los gráficos | Posiciones en los gráficos | Posiciones en los gráficos | Posiciones en los gráficos | Posiciones en los gráficos | Ventas                      |         |
| Título   | Detalles del álbum | KOR                        | JPN                        | US Heat                    | US Rap                     | US World                   | Ventas                      |         |
| Coreano  | Coreano | Coreano                    | Coreano                    | Coreano                    | Coreano                    | Coreano                    | Coreano                     | Coreano |
| -------- | --- | -------------------------- | -------------------------- | -------------------------- | -------------------------- | -------------------------- | --------------------------- | ------- |
| The MOBB | - Fecha de lanzamiento: - 8 de septiembre de 2016 (Digital) - 23 de septiembre de 2016 (Físico) - 28 de diciembre de 2016 (Debut en Japón) - Discográfica(s): YG Entertainment, YGEX - Formatos: CD, descarga digital | 2                          | 7                          | 7                          | 20                         | 1                          | - KOR: 31,744 - JPN: 10,072 |         |

### Sencillos
| Título                                 | Año  | Posiciones en gráficos | Posiciones en gráficos | Ventas         | Álbum    |
| Título                                 | Año  | KOR                    | US World               | Ventas         | Álbum    |
| -------------------------------------- | ---- | ---------------------- | ---------------------- | -------------- | -------- |
| «꽐라» (HOLUP!) (Bobby Solo)           | 2016 | 9                      | 3                      | - KOR: 219,671 | The MOBB |
| «몸» (Body) (Mino Solo)                | 2016 | 13                     | 4                      | - KOR: 186,761 | The MOBB |
| «Hit Me» (빨리전화해) (featuring KUSH) | 2016 | 24                     | 3                      | - KOR: 163,470 | The MOBB |
| «Full House» (붐벼)                    | 2016 | 59                     | 4                      | - KOR: 69,630  | The MOBB |

### Videos musicales
| Año  | Título                       | Director(es)         |
| ---- | ---------------------------- | -------------------- |
| 2016 | «꽐라» (HOLUP!) (Bobby Solo) | Dream Perfect Regime |
| 2016 | «몸» (Body) (Mino Solo)      | Dream Perfect Regime |
| 2016 | «빨리전화해» (Hit Me)        |                      |
| 2016 | «붐벼» (Full House)          |                      |

## Premios

### Mnet Asian Music Awards
| Año  | Receptor | Premio                          | Resultado | Referencia |
| ---- | -------- | ------------------------------- | --------- | ---------- |
| 2016 | «Hit Me» | Best Collaboration              | Nominado  | [ 14 ]     |
| 2016 | «Hit Me» | HotelsCombined Song of the Year | Nominado  | [ 14 ]     |

### Seoul Music Awards
| Año  | Receptor | Premio                  | Resultado | Referencia |
| ---- | -------- | ----------------------- | --------- | ---------- |
| 2017 | MOBB     | Best Hip-Hop/Rap Artist | Ganador   | [ 15 ]     |